# Josef Holtkotte
Josef Holtkotte (Castrop-Rauxel, 29 de março de 1963) é um clérigo católico alemão e nomeado bispo auxiliar em Paderborn.

## Vida
Josef Holtkotte estudou filosofia e teologia católica na faculdade de teologia em Paderborn e em Viena. Recebeu em 2 de junho de 1990 em Paderborn, o sacramento do sacerdócio para a Arquidiocese de Paderborn.
Holtkotte inicialmente trabalhou como vigário paroquial das freguesias de St. Anna em Verl (1990-1994) e St. Bonifatius em Paderborn (1994-1997) antes de se tornar diocesano presidente da Sociedade Kolping na arquidiocese de Paderborn. Em 2005 ele se tornou pároco da paróquia St. Jodokus em Bielefeld e capelão universitário na Universidade de Bielefeld. Desde 2012, Holtkotte é o presidente federal da Kolping Society com sede em Colônia e, desde 2014, também é o presidente europeu da Kolping Society of Europe. É membro da Assembleia Sinodal da Via Sinodal deIgreja Católica Romana na Alemanha.
Em 23 de junho de 2021 o Papa Francisco o nomeou ao titular da Simingi e bispo auxiliar de Paderborn. A ordenação episcopal na Catedral de Paderborn está agendada para 26 de setembro de 2021 